# King Pin
Der King Pin ist ein 820 m hoher Nunatak an der Scott-Küste des ostantarktischen Viktorialands. Im Wilson-Piedmont-Gletscher ragt er in etwa auf halbem Weg zwischen Mount Doorly und dem Hogback Hill auf.
Teilnehmer einer von 1958 bis 1959 durchgeführten Kampagne der neuseeländischen Victoria University’s Antarctic Expeditions benannten ihn nach dem US-amerikanischen Hubschrauber King Pin, der für diese und weitere Kampagnen im Einsatz war.